# Gaj, Gmina Barczewo
Gaj [ɡai̯] (tiếng Đức: Gayhof) là một khu định cư ở khu hành chính của Gmina Barczewo, thuộc huyện Olsztyński, Warmińsko-Mazurskie, ở miền bắc Ba Lan.
Trước năm 1945, khu vực này là một phần của Đức (Đông Phổ).